# Balanus
Balanus es un género de crustáceos cirrípedos de la familia Balanidae, conocidos vulgarmente como bellotas de mar.

## Descripción

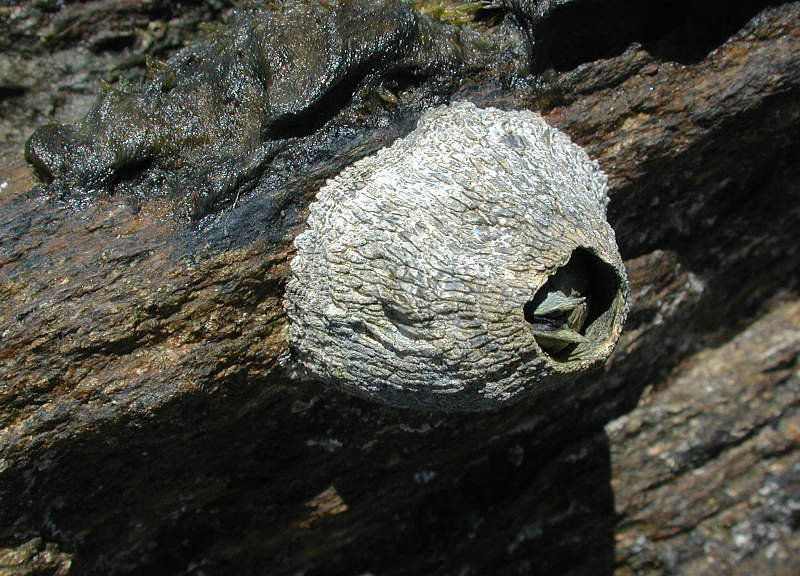
Una bellota de mar.

Muestra una relación de inquilinismo siempre en zonas costeras a poca profundidad. Aunque puede estar esporádicamente fuera del agua. Con su cuerpo totalmente envuelto por una concha o caparazón de color blanco-grisáceo que le protege. Siempre coloniza piedras, rocas, conchas, postes y todo tipo de objetos de la costa, a menudo por encima de la línea de la marea, en la zona de salpicaduras. Su cuerpo de forma cónica y hacia arriba en alto de un centímetro aproximadamente, formado por 6 placas, se fija a las rocas o el sujeto por la base.
Su caparazón  pétreo puede medir desde milímetros hasta 5 o 10 centímetros; la vida activa del organismo solo puede observarse bajo las aguas, cuando se abre el caparazón y saca de entre sus blancas cubiertas dos apéndices ramificados que baten regularmente las aguas para captar alimento. 
En su caparazón su cuerpo se visualiza por el opérculo que da paso a los cirros, y se asemeja a un pico de pulpo. Se alimenta de plancton que entran por el opérculo, al ser arrastrados por la corriente de agua de sus cirros, se encuentra en múltiples zonas rocosas, habitando prácticamente en todos los mares.
Las bellotas de mar del género Balanus son los cirrípedos más abundantes, tras las que estarían las "anatifas" (Lepas) y los percebes (Mitella).
Suelen encontrarse en abundancia sobre las conchas de los mejillones de mesa.
Para la industria naviera las bellotas representan un problema, ya que se fijan sobre los cascos de los buques y forman capas que impiden la buena navegación y les causan deterioros. Otras bellotas de mar, de 2 y 3 centímetros de diámetro, viven sobre las ballenas, donde se enraízan en la piel y en la grasa, sin saberse el posible daño, o no (ya que su relación interespecífica podría pasar de ser considerada inquilinismo a parasitismo), que le producen al cetáceo.

## Especies
Se consideran las siguientes especies:
- Balanus amphitrite
- Balanus aquila
- Balanus balanus
- Balanus calidus
- Balanus cariosus
- Balanus crenatus
- Balanus decorus
- Balanus eburneus
- Balanus engbergi
- Balanus evermanni
- Balanus flos
- Balanus flosculus
- Balanus galeatus
- Balanus glandula
- Balanus hameri
- Balanus hesperius
- Balanus hoekianus
- Balanus improvisus
- Balanus laevis
- Balanus merrilli
- Balanus nubilis
- Balanus pacificus
- Balanus pentacrini
- Balanus perforatus
- Balanus regalis
- Balanus reticulatus
- Balanus rostratus
- Balanus spongicola
- Balanus subalbidus
- Balanus tintinnabulum
- Balanus trigonus
- Balanus venustus
- Balanus vestitus